# Ibrahim Mahmud Muhammad
Ibrahim Mahmud Muhammad Jahja Hafiz (arab. إبراهيم محمود محمد يحيي حافظ; ur. 7 czerwca 1994) – egipski zapaśnik walczący w obu stylach. Złoty medalista mistrzostw Afryki w 2013 i brązowy w 2012 i 2017. Wicemistrz igrzysk śródziemnomorskich w 2013 roku.